# Amt Emsdetten
Das Amt Emsdetten war bis 1957 ein Amt im alten Kreis Steinfurt in Nordrhein-Westfalen. 

## Geschichte
Im Rahmen der Einführung der Landgemeindeordnung für die Provinz Westfalen wurde 1844 im Kreis Steinfurt aus der Bürgermeisterei Emsdetten das Amt Emsdetten gebildet. Dem Amt gehörten die beiden Gemeinden Emsdetten und Hembergen an.
Die Gemeinde Emsdetten erhielt am 18. September 1938 das Stadtrecht.
Das Amt Emsdetten wurde am 1. April 1957 aufgelöst, so dass Emsdetten und Hembergen seitdem amtsfrei waren.
Durch das Gesetz zur Neugliederung von Gemeinden des Landkreises Steinfurt wurde Hembergen 1969 in die Stadt Emsdetten eingemeindet. 

## Einwohnerentwicklung
| Jahr | Einwohner | Quelle |
| ---- | --------- | ------ |
| 1858 | 4.483     | [ 4 ]  |
| 1871 | 4.731     | [ 5 ]  |
| 1885 | 5.456     | [ 6 ]  |
| 1895 | 6.554     | [ 7 ]  |
| 1910 | 10.968    | [ 8 ]  |
| 1925 | 13.609    | [ 9 ]  |
| 1933 | 15.772    | [ 9 ]  |
| 1939 | 17.572    | [ 9 ]  |
| 1950 | 23.758    | [ 10 ] |